# Ясиновский коксохимический завод
ОАО «Ясино́вский коксохимический завод (ЯКХЗ)» (укр. ВАТ Ясинівський коксохімічний завод) — коксохимическое предприятие в Донецкой области Украины (город Макеевка). Расположен на севере города (Кировский район Макеевки).
Завод являлся собственностью донецкой финансово-экономической группы Концерн «Энерго» (Виктор Нусенкис) — близкой к бывшему губернатору Донецкой области Владимиру Логвиненко.
В январе 2006 года две коксовые батареи завода (№ 5 и 6) перешли в распоряжение Мариупольскому металлургическому комбинату имени Ильича, последний оперативно управляет почти всем предприятием, поскольку взятые в аренду ильичевцами активы обеспечивают львиную долю выпуска готовой продукции на Ясиновском заводе. В марте 2007 г. Виктор Нусенкис и Владимир Бойко для управления заводом создали ООО «Ясиновская коксовая компания». Со стороны Нусенкиса в уставный фонд предприятия будут внесены две коксовые батареи КХЗ, Бойко примет участие в капитале деньгами.

## Производство
Объём продукции в 2005 году:
- кокс — 1,3749 млн. тонн (6-е место на Украине — 7,3 %).

ЯКХЗ производит более 1 млн. тонн в год каменноугольных коксов разных сортов: кокс доменный, кокс низкосернистый, кокс литейный, орешек коксовый, мелочь коксовая и большую гамму коксохимических продуктов: смола каменноугольная, сульфат аммония, бензол сырой, бензол для синтеза, толуол, сольвент, ароматическая добавка к моторным топливам низкосернистая и другая продукция.

## Экспорт
- Объём экспорта в первом полугодии 2001 года — 43,3 млн. гривен (8,774 млн. долларов США).